# رعود المزن (مسلسل)
رعود المزن مسلسل بدوي أسطوري أردني مأخود عن رواية «روميو وجولييت» لويلم شيكسبير، من تأليف وفاء بكر وإخراج أحمد دعيبس. يجمع الممثلة السعودية ريم عبد الله مع نخبة من الممثليين الأردنيين منهم ياسر المصري وعبير عيسى ومحمد العبادي وعبد الكريم القواسيمي وجميل عواد وجوليت عواد ومحمد المجالي وداود جلاجل وإبراهيم أبو الخير وهشام هنيدي وعلي عبد العزيز وآخرين. بُث لأول مره غرة رمضان 1435هـ الموافق 29 يونيو 2014م.

## قصة المسلسل
قصة المسلسل هي قصة حب مستوحاة عن المسرحية الخالدة روميو وجولييت لشكسبير، وتدور الأحداث في الصحراء العربية في زمن بعيد، حيث تسيطر طقوس الحب والحرب والموت.
بطلا المسلسل «رعود» الفارس النبيل و «مزن» الحسناء الشاعرة (ريم عبد الله)، اللذان يقعان في الحب إلى حد الجنون وتفرّقهما الكراهية والعداء التاريخي بين عشيرتهما.